# North River (Town, Neufundland)
North River ist eine kleine Gemeinde (Town) in der kanadischen Provinz Neufundland und Labrador. 
Die Gemeinde gehört zur Census Division No. 1. Sie befindet sich an der Bay de Grave, einer kleinen Nebenbucht der Conception Bay, im Norden der Avalon-Halbinsel an der Nordküste der Insel Neufundland. Der kleine Fluss North River fließt durch das Gemeindegebiet. 
Der Zensus im Jahr 2016 ergab für die Gemeinde eine Bevölkerungszahl von 570 Einwohnern. Beim Zensus im Jahr 2011 waren es 562, im Jahr 2006 557. Somit nahm die Bevölkerung in den letzten Jahren geringfügig zu.